# Марко Цвіссіг
Марко Цвіссіг (нім. Marco Zwyssig, нар. 24 жовтня 1971, Санкт-Галлен) — швейцарський футболіст, що грав на позиції захисника, зокрема, за клуби «Санкт-Галлен» та «Базель», а також за національну збірну Швейцарії.

## Клубна кар'єра
У дорослому футболі дебютував 1993 року виступами за команду клубу «Госсау», в якій провів три сезони, взявши участь у 50 матчах чемпіонату. 
Своєю грою за цю команду привернув увагу представників тренерського штабу клубу «Санкт-Галлен», до складу якого приєднався 1996 року. Відіграв за швейцарську команду наступні п'ять сезонів своєї ігрової кар'єри. Більшість часу, проведеного у складі «Санкт-Галлена», був основним гравцем захисту команди.
Протягом 2001—2002 років захищав кольори команди австрійського «Ваккер Тіроль».
2002 року перейшов до «Базеля», за який відіграв 3 сезони. Граючи у складі «Базеля» також здебільшого виходив на поле в основному складі команди. Завершив професійну кар'єру футболіста виступами за команду «Базель» у 2005 році.

## Виступи за збірну
2000 року дебютував в офіційних матчах у складі національної збірної Швейцарії. Протягом кар'єри у національній команді, яка тривала 5 років, провів у її формі 20 матчів, забивши 1 гол.
Був у заявці збірної на чемпіонат Європи 2004 року у Португалії, проте в іграх турніру на поле не виходив.

## Досягнення
- Чемпіон Швейцарії (3):

«Санкт-Галлен»: 1999–2000
«Базель»: 2001–2002, 2003–2004